# Oxepino
Oxepino é um heterocíclico contendo oxigênio consistindo de um anel de sete membros com três ligações duplas. Existe como uma mistura em equilíbrio com óxido de benzeno. O sistema oxepino-óxido de benzeno tem ligações flutuantes nas quais o equilíbrio pode ser mantido em um extremo ou outro por substituintes adequados.

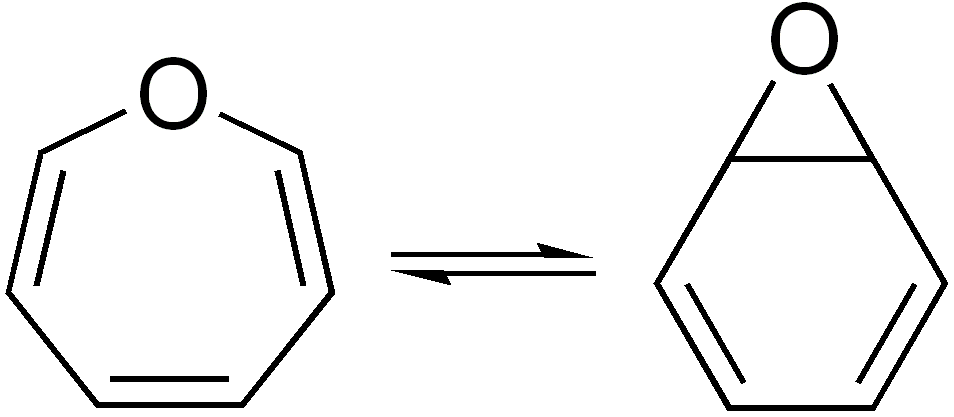
Equilíbrio oxepino-óxido de benzeno